# Владимир Висоцки (адмирал)
 За руския поет и певец вижте Владимир Висоцки.  
Владимир Сергеевич Висоцки е завършил Черноморското Висше военно училище през 1976 г. и Висшия специален офицерски клас на ВМФ през 1982 г. Служил в Тихоокеанския флот, като командир на група, командир на бойна част, заместник командир на крайцер, старши помощник командир на самолетоносач. След завършване на Военно морската академия през 1990 г. продължил службата си в Тихоокеанския флот на длъжност заместник командир на самолетоносач, а след това като командир на група ракетни кораби. През 1999 завършил Генерал щабната академия на Министерството на въоръжените сили на Русия и бива назначен на длъжност началник-щаб на Северния флот. След това командвал цялата флотилия. От 20 август 2004 г. е назначен на длъжност началник-щаб-първи заместник командир на Балтийския флот.
От 26 септември 2005 г. с указ на президента на Русия РФ№1108 е назначен като командващ на Северния флот.